# Dorota Malczewska
Dorota Malczewska, po mężu Małek (ur. 3 stycznia 1981 w Tucholi) – polska piłkarka ręczna, reprezentantka Polski grająca na pozycji rozgrywającej. Wielokrotna mistrzyni Polski.

## Kariera sportowa

### Kariera klubowa
Jest wychowanką klubu MKS Kęsowo, w latach 1999-2001 występowała w barwach AKS Gdynia. Od 2001 do 2015 była zawodniczką Monteksu Lublin, w sezonie 2003/2004 grającym pod nazwą Bystrzyca Lublin, a od 2004 jako SPR Lublin. Z lubelskim klubem zdobyła 11 tytułów mistrzyni Polski (2002, 2003, 2005, 2006, 2007, 2008, 2009, 2010, 2013, 2014, 2015), dwa tytuły wicemistrzowskie (2004, 2011) oraz brązowy medal mistrzostw Polski (2012), a także Puchar Polski w 2002, 2006, 2007, 2010 i 2012.

### Kariera reprezentacyjna
Z reprezentacją Polski juniorek zajęła 8. miejsce na mistrzostwach Europy w 1999. W reprezentacji Polski seniorek debiutowała 21 listopada 2001 w towarzyskim spotkaniu z Jugosławią. Wystąpiła na mistrzostwach Europy w 2006 (8. miejsce) i mistrzostwach świata w 2007 (11. miejsce). Ostatni raz w biało-czerwonych barwach zagrała 18 października 2009 w meczu eliminacji mistrzostw Europy ze Słowacją. Łącznie dla Polski zagrała 82 razy, zdobywając 264 bramki.
W 2006 zdobyła także złoty medal na akademickich mistrzostwach świata.
Piłkarkami ręcznymi były również jej siostry Joanna Malczewska i Edyta Malczewska.